# 恋詩-コイウタ-/PROGRESS
「恋詩-コイウタ-/PROGRESS」（こいうた/プログレス）は、タッキー&翼の10枚目のシングル。2008年6月4日にavex traxから発売された。

## 概要
- タッキー&翼の2008年第一弾シングルである。
- 「Ho! サマー」以来のドラマタイアップシングルとなった。
- GReeeeNの「キセキ」（2週目）に敗れ、週間2位となったが、初動は前作よりもアップした。

## 収録曲

### 通常盤
1. 恋詩-コイウタ- [4:35]
作詞：Shihomi、作曲：SJR、編曲：CHOKKAKU
  - 日本テレビ系ドラマ『おせん』エンディング・テーマ
2. PROGRESS [3:53]
作詞：古屋真、作曲：北野正人、編曲：船山基紀
  - 早稲田アカデミーCMソング
3. 約束-Last- [4:20]
作詞・作曲：飯田建彦、編曲：船山基紀
4. GLORY DAYS [3:44]
作詞・作曲：オオヤギヒロオ、編曲：家原正樹
  - バンダイナムコゲームス『ファミリーシリーズ』CMソング
  - TBS系『大御所ジャパン!』エンディング・テーマ
5. 恋詩-コイウタ- -karaoke-
6. PROGRESS -karaoke-

## 映像作品
恋詩-コイウタ-
- CONCERT TOUR 2010 滝翼祭
- LIVE TOUR 2011 OUR FUTURE
- タキツバCLIPS Two（PV映像）
- Youは何しに？タッキー＆翼CONCERT そこにタキツバが私を待っている 正月は東京・大阪へ

約束-Last-
- Tackey & Tsubasa Premium Live DVD -5th Anniversary Special Package-

## テレビ出演
恋詩-コイウタ-
- 『ザ少年倶楽部プレミアム』（2008年6月15日、NHK BSプレミアム）
この回の音楽コーナー「プレミアムショー」で披露。

PROGRESS
- 『ザ少年倶楽部プレミアム』（2008年6月15日、NHK BSプレミアム）
この回の音楽コーナー「プレミアムショー」でテレビ初披露。